# 天野景康
天野 景康（あまの かげやす）は、戦国時代から安土桃山時代にかけての武将。甲斐武田氏、後北条氏の家臣。史料上では「天野小四郎」の名前で確認され、諱は諸系図より「景康」「景信」などが伝わる。

## 生涯
天野景康は遠江国周智郡犬居谷の国衆・天野藤秀の嫡男。藤秀は元々今川氏・徳川氏に従属していたが、元亀3年（1572年）10月に武田信玄による織田・徳川領国への侵攻（西上作戦）が開始されると武田氏に降伏し、嫡男である景康を人質として差し出した。
景康は人質として妻子と共に甲府に滞在し、翌年（1573年）11月に武田勝頼から駿河国岡清水（現・静岡市）100貫文や甲斐国朝気郷（現・甲府市）35貫文などを知行として宛がわれた。天正3年（1575年）6月の長篠の戦いでは最前線で活躍し、勝頼から父・藤秀にその働きを賞された。長篠の戦い後に徳川軍が犬居谷に侵攻し、父・藤秀が犬居谷の大半を失陥した後も引き続き父子共に武田氏に仕えている。同7年（1579年）8月には甲斐国江草郷（現・北杜市）や八代郷（現・笛吹市）などで新たに知行を宛がわれた。
天正10年（1582年）3月に武田氏が滅亡すると父と共に武蔵八王子城主・北条氏照を頼り、以後その配下となった。主に父と共に下野小山城に在番し、同12年（1584年）4月22日に小山城での佐竹氏との合戦で戦功を挙げ、北条氏直より感状を賜った。
天正18年（1590年）の後北条氏滅亡後の動向は不明であり、甲斐国黒星野（現・大月市）に逃れて普明院を建立したとする説や駿河国岡清水に秋葉山を開創したという説がある。慶長元年（1596年）10月7日に死去し、法名は永昌院岩徳光大居士。